# 黄苞蓟
黄苞蓟（学名：Cirsium chrysolepis）是菊科蓟属的植物，为中国的特有植物。分布于中国大陆的西藏等地，生长于海拔3,500米的地区，目前尚未由人工引种栽培。